# Aéroport de Mahajanga-Philibert Tsiranana
L'aérodrome d'Amborovy (code IATA : MJN • code OACI : FMNM), également connu sous le nom d'aérodrome Philibert-Tsiranana dessert la ville de Mahajanga (ou Majunga), à Madagascar.

## Situation
L'aéroport se trouve à 7,7 km au nord-est du centre-ville de Mahajanga.
| \| 30 km1:4 466 000 \| Ambalabe Ambalavao Ambatomainty Ambatondrazaka Ambilobe Ambohijanahary Mahajanga Ampampamena Ampanihy Analalava Andapa Andavadoaka Ankaizina Ankavandra Ankazoabo BA Arivonimamo Antsalova Antsirabato Antsirabe Antsoa Antsiranana · Arrachart Befandriana · Avaratra Bekily Belo sur · Tsiribihina Besalampy Betioky Doany Farafangana Nosy Be · Fascene Fianarantsoa Ihosy Ilaka-Est Antananarivo · Ivato Mahanoro Maintirano Malaimbandy Mampikony Manakara Mananara Nord Mananjary Mandabe Mandritsara Manja Maroantsetra Miandrivazo Morafenobe Morombe Morondava Port-Bergé Sainte · Marie Samangoky Sambava Soalala Tôlanaro · Fort-Dauphin Tambohorano Toamasina · Ambalamanasy Toliara Tsaratanana Tsiroanomandidy Vangaindrano Vatomandry Vohémar · Vohimarina |
| 30 km1:4 466 000 |

Les aérodromes en gras ont des liaisons régulières commerciales

## Destinations
| Compagnies          | Destinations      |
| ------------------- | ----------------- |
| Madagascar Airlines | Antananarivo      |
| Ewa Air             | Dzaoudzi-M. Henry |